# Trojan.Zefarch
Trojan.Zefarch je trojanski konj otkriven 27. siječnja 2009. godine. Zaražava računala koja rade pod operativnim sustavom Microsoft Windows (Windows 98, Windows 95, Windows XP, Windows Me, Windows Vista, Windows NT, Windows Server 2003, Windows 2000). 
Trojanski konj se kopira kao datoteka %Windir%\[slučajno izabrani znakovi].dll te kreira datoteke:
- %UserProfile%\Application Data\Mozilla\Firefox\Extensions\chrome.manifest
- %UserProfile%\Application Data\Mozilla\Firefox\Extensions\install.rdf
- %UserProfile%\Application Data\Mozilla\Firefox\Extensions\chrome\content\_cfg.js
- %UserProfile%\Application Data\Mozilla\Firefox\Extensions\chrome\content\c.js
- %UserProfile%\Application Data\Mozilla\Firefox\Extensions\chrome\content\overlay.xul

U Windows Registry dodaje sljedeći ključ: HKEY_LOCAL_MACHINE\SOFTWARE\Microsoft\Windows\CurrentVersion\Run\"[slučajno izabrani znakovi]" = "rundll32.exe "%Windir%\[slučajno izabrani znakovi].dll",e" kojime osigurava da će se pokretati tijekom sljedećih podizanja sustava. Također dodaje vrijednosti kako bi se registrirao kao Browser Helper Object u Internet Exploreru te kreira registarski podključ (registry subkey) da bi se registrirao kao ekstenzija za Mozillu Firefox.
Trojan.Zefarch može preusmjeriti korisnika na potencijalno opasne web stranice ili umetati kodove u web stranice čiji URL-ovi sadrže određene riječi (primjerice wikipedia., altavista. i alexa.).